# باولينا كروبينسكا
باولينا كروبينسكا (بالبولندية: Paulina Krupińska)‏ (من مواليد 22 يونيو 1987) حاملة لقب مسابقة ملكة الجمال بولندية التي توجت ملكة جمال بولندا 2012 ومثلت بلدها بولندا في مسابقة ملكة جمال الكون 2013 في موسكو ، روسيا. فازت بجائزة ملكة جمال الجاذبية.

## الروابط الخارجية
- Official Miss Polonia website

| الجوائز و الإنجازات     | الجوائز و الإنجازات            | الجوائز و الإنجازات    |
| ----------------------- | ------------------------------ | ---------------------- |
| سبقه ديانا أفديو        | ملكة جمال الكون فوتوجينيك 2013 | تبعه غابرييلا بيريوس   |
| سبقه مارسيلينا زافادزكا | ملكة جمال بولونيا 2012         | تبعه مارسيلا شميلوفسكا |